# Superliga (Irak) 2009/10
Het seizoen 2009/2010 is de 36e editie van de Superliga. De start van het seizoen was in oktober gepland, maar begon pas op 30 december 2009 met de topper, Al-Quwa Al-Jawiya tegen Al Zawraa.
Dohuk FC werd dit seizoen kampioen, dit is de eerste keer in de clubhistorie van de club. 

## Vorming van de competitie
Er zijn 36 clubs die worden verdeeld in een noordelijke en zuidelijke competitie.

### Noordelijke competitie
In de noordelijke competitie zitten de volgende clubs:
- Al-Hindiya FC (Karbala)
- Al-Masafi FC (Bagdad)
- Al-Quwa Al-Jawiya (Bagdad)
- Al-Ramadi
- Al-Sharqat FC (Kirkuk)
- Al Zawraa (Bagdad)
- Arbil FC
- Baghdad FC
- Diyala FC (Baqubah)
- Dohuk FC (Duhok)
- Karbalaa FC (Bagdad)
- Kirkuk FC
- Masafi Al Janoob (Basra)
- Mosul FC
- Peris FC (Duhok)
- Salahaddin FC (Tikrit)
- Samarra FC
- Zakho FC

### Zuidelijke competitie
In de zuidelijke competitie zitten de volgende clubs:
- Al-Diwaniya
- Al-Hassanin (Bagdad)
- Al-Hudod (Bagdad)
- Al-Ittisalat (Bagdad)
- Al-Karkh SC (Bagdad)
- Al-Minaa (Basra)
- Al-Naft (Bagdad)
- Al Samawah
- Najaf
- Nasiriya
- Al Shurta (Bagdad)
- Al-Sinaa (Bagdad)
- Al Talaba (Bagdad)
- Karbala FC
- Kufa FC
- Maysan FC (Amara)
- Naft Al-Janoob (Basra)
- Naft Maysan (Amara)

## Stadions en steden
| Club              | Locatie     | Stadion                             | Capaciteit    |
| ----------------- | ----------- | ----------------------------------- | ------------- |
| Al-Diwaniya       | Al-Diwaniya | Al Diwaniya Stadion                 | 5.000         |
| Al-Hassanin       | Baghdad     |                                     |               |
|                   |             |                                     |               |
| Al-Hindiya FC     | Karbala     | -                                   |               |
| Al-Hedood         | Baghdad     | Al Naft Stadion                     | 3.000         |
| Al-Ittisalat      | Baghdad     |                                     |               |
|                   |             |                                     |               |
| Al-Karkh SC       | Baghdad     | Al Karkh Stadion                    | 6.000         |
| Al-Masafi FC      | Baghdad     |                                     |               |
|                   |             |                                     |               |
| Al-Minaa          | Basra       | Al Minaa Stadion                    | 10.000        |
| Al-Naft           | Baghdad     | Al Naft Stadion                     | 3.000         |
| Najaf FC          | Najaf       | An Najaf Stadion                    | 10.000        |
| Al-Quwa Al-Jawiya | Baghdad     | Al-Quwa Al-Jawiya Stadion           | 6.000         |
| Al Samawah FC     | Al Samawah  | As Samawah Stadion                  | 10.000        |
| Al-Shirqat FC     | Kirkoek     | Al Shirqat Stadion                  | 5.000         |
| Al Shurta         | Baghdad     | Al Shurta Stadion                   | 7.000         |
| Al-Sinaa          | Baghdad     | Al Sinaa Stadion                    | 6.000         |
| Al Talaba         | Baghdad     | Al Karkh Stadion, Al Talaba Stadion | 6.000, 10.000 |
| Al Zawraa         | Baghdad     | Al Zawraa Stadion                   | 15.000        |
| Arbil FC          | Arbil       | Franso Hariri Stadion               | 28.000        |
| Baghdad FC        | Baghdad     | Baghdad Stadion (onder constructie) | 3.000         |
| Diyala FC         | Baqubah     | Al Ba'quba Stadion                  | 7.000         |
| Dohuk FC          | Duhok       | Duhok Stadion                       | 20.000        |
| Karbala FC        | Karbala     | Karbala Stadion                     | 5,000         |
| Kirkuk FC         | Kirkoek     | Kirkuk Stadion                      | 5.000         |
| Kufa FC           | Kufa        | Kufa Stadion                        | 3.000         |
| Masafi Al Janoob  | Basra       |                                     |               |
|                   |             |                                     |               |
| Maysan FC         | Amara       | Maysan Stadion                      | 10.000        |
| Mosul FC          | Mosul       | Al Mosul University Stadion         | 7.000         |
| Naft Al-Janoob    | Basra       | An Nasiriyah Stadion                | 10.000        |
| Naft Maysan       | Amara       |                                     |               |
|                   |             |                                     |               |
| Nassiriya FC      | Nasiriya    | An Nasiriyah Stadion                | 10.000        |
| Peris FC          | Dohuk       | Duhok Stadion                       | 20.000        |
| Ramadi FC         | Ramadi      | Al Ramadi Stadion                   | 10.000        |
| Salahaddin FC     | Tikrit      | Tikrit Stadion                      | 10.000        |
| Samarra FC        | Samarra     | Samaraa Stadion                     | 10.000        |
| Zakho FC          | Zakho       | Zakho Stadion                       | 6.000         |

## Elite fase
Van de noordelijke en zuidelijke groep degraderen er in totaal 10 en gaan er 12 door naar de volgende ronde. In die ronde worden de 12 teams verdeeld in 3 willekeurige poules, ieder van 4 teams. De volgende poules zijn gemaakt:
Poule 1:
- Al-Sinaa (Baghdad)
- Al Talaba (Baghdad)
- Al Zawraa (Baghdad)
- Baghdad FC

Poule 2:
- Arbil FC
- Al Kahraba
- Najaf FC
- Al Shurta

Poule 3:
- Al-Quwa Al-Jawiya
- Dohuk FC
- Karbala FC
- Naft Al-Janoob

## Halve finales
27-08-2010: Arbil FC 0-1 Al Talaba
27-08-2010: Dohuk FC 5-1 Al Zawraa

### Returns
31-08-2010: Al Talaba 0-0 Arbil FC
31-08-2010: Al Zawraa 1-0 Dohuk FC

## 3de en 4de plaats
03-09-2010: Al Zawraa 2-1 Arbil FC
- Stadion: Al-shaab stadion

## Finale
De finale wordt gehouden in het nationale stadion van Irak. Het stadion zit naar verwachting helemaal vol.
04-09-2010: Al Talaba 0-1 Dohuk FC
- Stadion: Al-shaab stadion